# Срібло самородне

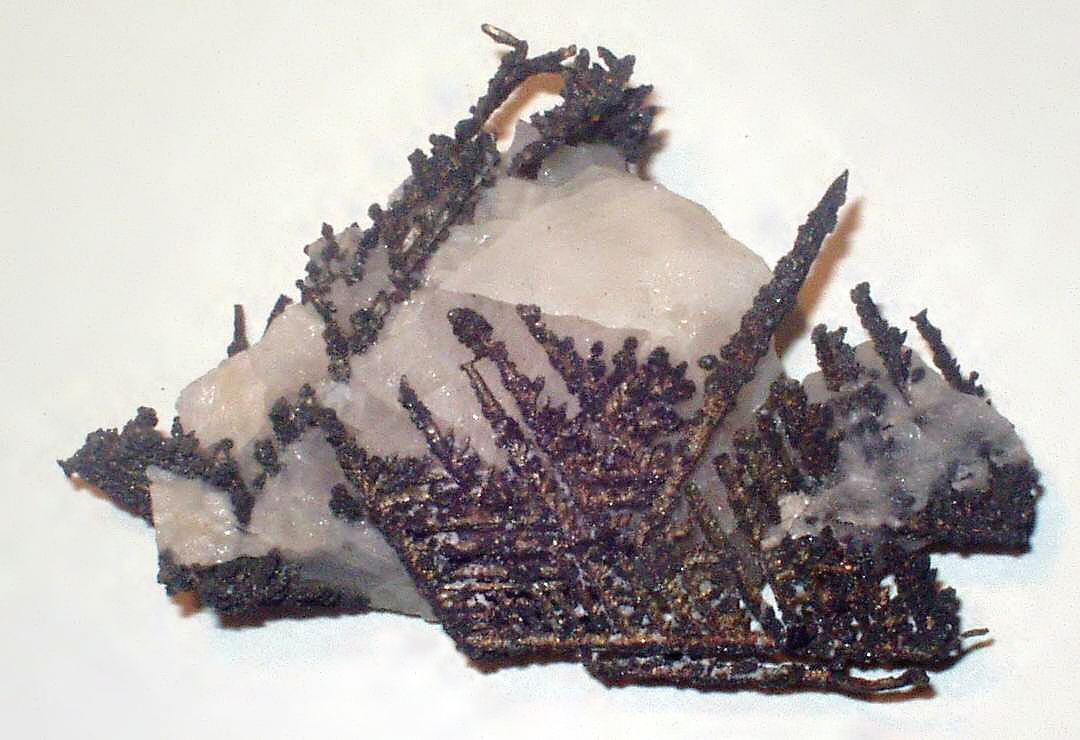
Срібло самородне у кварці, розмір 5 x 3 см

Срібло самородне — мінерал класу самородних елементів. Назва — від ассирійського sarpy — білий метал.

## Опис
Сріблястий різновид електруму координаційної будови. Вміст Ag може досягати 99 %. Домішки: Au, Hg, Sb, Bi, Cu, As, Pt. Часто являє собою твердий розчин Ag-Au або Ag-Hg. Структура аналогічна самородному золоту і міді. Утворює вигнуті і скручені, волосовидні, дротяні (до 10 см), пластинчаті скелетні і дендритні виділення, тонку вкрапленість в різних сульфідах.
Густина 10,1—11,1. Твердість 2,5—3,5. Колір сріблясто-білий, на повітрі тьмяніє. Блиск на свіжій поверхні сильно металічний, спайності немає, злом гачкувато-занозистий. Зустрічається в гідротермальних родовищах срібно-кобальто-нікеле-бісмуто-уранової формації, в жилах з кальцитом, флюоритом, адуляром, альбітом, цеолітами і сульфосолями срібла, арґентитом, ґаленітом, сфалеритом, а також у зоні вторинного збагачення і зоні окиснення сульфідних родовищ. Рідкісне.

## Розповсюдження
Найбільш крупні виділення характерні для родов. п'ятиметальної (Ag-Co-Ni-Bi-U) формації. Знахідки: Шварцвальд, Тюрингія, Саксонія (Німеччина), Конгсберґ (Норвегія), Яхімов (Чехія), Тзумеб (Намібія), Новий Південний Уельс (Австралія), Північно-Західна територія і Британська Колумбія (Канада), шт. Чіуауа, Дуранго, Сонора, Сакатекас (Мексика), шт. Аризона, Колорадо, Айдахо, Мічиган, Монтана (США). Відомі самородки масою до 8 т. На родов. Кобальт (Онтаріо, Канада) одна з видобутих пластин складу Ag-Co-Ni-Bi-U важила 612 кг (зберігається у канадському парламенті), інша («срібний тротуар») довжиною бл. 30 м містила 20 т. срібла.